# 刘美谊
劉美誼（1981年9月3日—），美籍華裔，籍貫广東，現為歌手，演員，節目主持及製作人。2002年參选纽约华裔小姐贏獲冠军以及最受欢迎小姐。曾擔任全美播放的首個華裔名人訪談電視節目《名家有主》的主持人。

## 舞台劇
| 首演          | 劇名             | 角色          |
| 2014年2月13日 | 《不！要說愛我》 | 曲曼奇        |
| 2016年5月8日  | 《阮玲玉》       | 阮玲玉        |
| 2017年7月2日  | 《音樂茶餐廳》   | May           |
| 2017年7月30日 | 《迷•情》        | 小桃（Anita） |

## 節目主持
| 年份   | 節目／演出       | 播送平台              |
| 2004年 | 《紐約華裔小姐》 | 美國中文電視          |
| 2007年 | 《美化家居》     | 鳳凰衛視              |
| 2007年 | 《皇牌對對碰》   | 大西洋城 Trump Casino |
| 2008年 | 《名家有主》     | 鳳凰衛視              |
| 2009年 | 《住得其樂》     | 美國中文電視          |
| 2010年 | 《紐約華裔小姐》 | 康州金神大大賭場      |

## 特別嘉賓
- 2009- 歡醉月圓夜 石修
- 2010- 情歌王子巫启贤2010新年晚会
- 2010- 當八月十五遇上獎門人

廣告代言：
- 2008- 美資堂
- 2009- 馬爹利干邑大使